# Grossolano
Pedro Grossolano (em latim: Petrus Chrysolanus; em italiano:  Pietro Grossolano) foi o arcebispo de Milão entre 1102 e 1112. Ele sucedeu a Anselmo IV, o que o fez vigário durante sua a sua ausência na Cruzada de 1101, e foi sucedido por Jordano, que fora seu subdiácono.

## Biografia
Grossolano era o abade de Ferrania e bispo de Savona quando Anselmo o designou para agir como seu vigário durante a cruzada.
Ele foi acusado de simonia quando conseguiu a sé ambrosiana por Liprando, que se submeteu ao julgamento pelo fogo para provar as suas acusações. Esta história é provavelmente uma invenção de Landolfo Iuniore, sem qualquer relação com a realidade, com exceção do fato de que Grossolano sofreu forte oposição por uma facção em Milão.
O arcebispo ainda estava preso nesta disputa quando, em 1111, ele decidiu partir numa peregrinação até Ultramar. Quase que imediatamente, um concílio com número quase igual de opositores e aliados do arcebispo se reuniu sem a sua presença e o depôs, elegendo Jordano de Clívio em seu lugar num dia de Ano Novo. De todos os bispos sufragâneos de Milão, apenas Atto, bispo de Acqui, e Arderico, bispo de Lodi, se recusaram a honrar o novo bispo e permaneceram leais a Grossolano. Em 6 de dezembro, Mainard, bispo de Turim, formalmente depôs Grossolano no altar em Santa Ambrogio.
Em agosto de 1113, Grossolano voltou de sua peregrinação e os ânimos voltaram a se inflamar na cidade de Milão, onde o velho arcebispo ainda tinha alguns aliados. Finalmente, em 11 de março de 1116, o papa Pascoal II declarou que a transferência de Grossolano da sé episcopal de Savona para Milão havia sido inválida perante o Direito Canônico e a anulou. Ele foi transferido de volta para lá e Jordano foi confirmado pelo papa como o legítimo arcebispo da sé ambrosiana.